# Michel Therrien
Michel Therrien (Montréal, 4 novembre 1963) è un allenatore di hockey su ghiaccio ed ex hockeista su ghiaccio canadese.

## Carriera

### Giocatore
Ha giocato come difensore nell'AHL, con un totale di 86 punti in 206 partite e vincendo la Calder Cup in 1985, avendo come compagno di squadra il futuro Hall of Famer Patrick Roy.

### Allenatore
Ha allenato per tre anni i Montreal Canadiens, portandoli alle semifinali di Eastern Conference nei playoff della Stanley Cup 2002. Prima di allora aveva allenato nella Quebec Major Junior Hockey League (inclusa una vittoria nella Memorial Cup nel 1995-96) e nella American Hockey League (AHL).
Dopo aver condotto i Wilkes-Barre/Scranton Penguins della AHL ad un record di franchigia in partenza (21-1-2-1) nel 2005-06, Therrien fu promosso dai Pittsburgh Penguins il 15 dicembre 2005 per rimpiazzare Ed Olczyk, con cui l'inizio stagione era stato davvero deludente. L'anno successivo condusse i Penguins ad uno dei più grandi miglioramenti di una squadra nella storia della NHL, con un record 47-24-11 (105 pts) ed ottenne la nomination al Jack Adams Award come coach dell'anno.
Nella stagione 2007-08, guida i Pittsburgh Penguins alla finale della Stanley Cup, dove vengono sconfitti dai Detroit Red Wings per 4-2. La successiva stagione 2008-09, una crisi di risultati e di gioco, porta il general manager Ray Shero a sostituire Michel Therrien con il giovane allenatore dei Wilkes-Barre/Scranton Penguins, Dan Bylsma il 15 febbraio 2009, il quale porterà la squadra alla vittoria nella Stanley Cup 2009.
Nell'estate del 2012 fu ufficializzato il suo ritorno sulla panchina dei Montreal Canadiens.

## Palmarès

### Giocatore

#### Club
- Calder Cup: 1

Sherbrooke: 1984-1985